# Colobothea andina
Colobothea andina är en skalbaggsart som beskrevs av Monné 1993. Colobothea andina ingår i släktet Colobothea och familjen långhorningar. Inga underarter finns listade i Catalogue of Life.